# Іванівська селищна рада (Херсонська область)
Іва́нівська се́лищна ра́да —  орган місцевого самоврядування Іванівської селищної громадиХерсонської області. Адміністративний центр — селище міського типу Іванівка.

## Загальні відомості
- Територія ради: 104,385 км²
- Населення ради: 5 245 осіб (станом на 2001 рік)

## Населені пункти
Селищній раді підпорядковані населені пункти:
- смт Іванівка

## Склад ради
Рада складається з 26 депутатів та голови.
- Голова ради: Чмирь Олександр Вікторович
- Секретар ради: Ліхачова Ірина Анатоліївна

### Керівний склад попередніх скликань
| Прізвище, ім'я, по батькові | Основні відомості                                                                      | Дата обрання | Дата звільнення |
| --------------------------- | -------------------------------------------------------------------------------------- | ------------ | --------------- |
| Чмир Олександр Вікторович   | Селищний голова, 1968 року народження, освіта середня спеціальна, безпартійний         | 26.03.2006   | 31.10.2010      |
| Чмирь Олександр Вікторович  | Селищний голова, 1968 року народження, освіта середня спеціальна, член Партії регіонів | 31.10.2010   | 30.05.2017      |

Примітка: таблиця складена за даними сайту Верховної Ради України

### Депутати
За результатами місцевих виборів 2010 року депутатами ради стали:

#### За суб'єктами висування
| Суб'єкт висування           | Кількість обраних депутатів | %    |
| --------------------------- | --------------------------- | ---- |
| Партія регіонів             | 14                          | 53,8 |
| Комуністична партія України | 8                           | 30,8 |
| Самовисування               | 4                           | 15,4 |

#### За округами
| № округу                    | Прізвище, ім'я, по батькові     | Дата визнання обраним | Освіта             | Партійна приналежність            | Відомості про обраного депутата                                  |
| --------------------------- | ------------------------------- | --------------------- | ------------------ | --------------------------------- | ---------------------------------------------------------------- |
| Комуністична партія України |                                 |                       |                    |                                   |                                                                  |
| 5                           | Новак Віктор Федорович          | 04.11.2010            | середня            | член Комуністичної партії України | пенсіонер                                                        |
| 9                           | Гавенко Іван Іванович           | 04.11.2010            | середня            | член Комуністичної партії України | тимчасово не працює                                              |
| 15                          | Мандзак Наталія Володимирівна   | 04.11.2010            | середня спеціальна | позапартійна                      | тимчасово не працює                                              |
| 21                          | Саєнко Оксана Іванівна          | 04.11.2010            | середня спеціальна | позапартійна                      | тимчасово не працює                                              |
| 22                          | Бондаренко Любов Гаврилівна     | 04.11.2010            | вища               | член Комуністичної партії України | Іванівська загальноосвітня школа І-ІІ ст., вчитель               |
| 24                          | Дикун Валентина Вікторівна      | 04.11.2010            | вища               | член Комуністичної партії України | пенсіонер                                                        |
| 25                          | Данілейко Олександр Миколайович | 04.11.2010            | вища               | позапартійний                     | фізична особа                                                    |
| 26                          | Гриб Анатолій Іванович          | 04.11.2010            | середня спеціальна | член Комуністичної партії України | пенсіонер                                                        |
| Партія регіонів             |                                 |                       |                    |                                   |                                                                  |
| 1                           | Черемис Олександр Олександрович | 04.11.2010            | середня спеціальна | позапартійний                     | фізична особа                                                    |
| 2                           | Штанько Сергій Олексійович      | 04.11.2010            | вища               | позапартійний                     | фізична особа                                                    |
| 3                           | Гетало Сергій Володимирович     | 04.11.2010            | вища               | член Партії регіонів              | Приватбанк, економіст                                            |
| 4                           | Вершляга Віктор Анатолійович    | 04.11.2010            | вища               | член Партії регіонів              | Іванівський Райавтодор, начальник                                |
| 6                           | Підоріч Надія Миколаївна        | 04.11.2010            | середня спеціальна | позапартійна                      | фізична особа                                                    |
| 8                           | Ніколаєнко Анатолій Миколайович | 04.11.2010            | середня            | позапартійний                     | фізична особа                                                    |
| 10                          | Чекір Юрій Іванович             | 04.11.2010            | середня            | позапартійний                     | Іванівська селищна рада, юрист                                   |
| 11                          | Прасолов Олександр Олексійович  | 04.11.2010            | вища               | позапартійний                     | Управління агропромислового розвитку РДА, головний спеціаліст    |
| 12                          | Чмирь Тетяна Михайлівна         | 04.11.2010            | вища               | позапартійна                      | Шотівська загальноосвітня школа I-III ст., директор              |
| 13                          | Худолій Галина Михайлівна       | 04.11.2010            | середня            | член Партії регіонів              | Іванівська дитяча спортивна школа, техпрацівник                  |
| 16                          | Ліхачова Ірина Анатоліївна      | 04.11.2010            | вища               | член Партії регіонів              | Іванівська селищна рада, секретар                                |
| 17                          | Назаренко Сергій Дмитрович      | 04.11.2010            | вища               | позапартійний                     | МНВК, директор                                                   |
| 19                          | Тишковець Сергій Юрійович       | 04.11.2010            | вища               | член Партії регіонів              | Іванівська загальноосвітня школа № 2, вчитель                    |
| 23                          | Антюшин Ігор Вікторович         | 04.11.2010            | середня            | позапартійний                     | фізична особа, ізична особаФ                                     |
| Самовисування               |                                 |                       |                    |                                   |                                                                  |
| 7                           | Щербина Олександр Вікторович    | 04.11.2010            | вища               | позапартійний                     | Іванівська гімназія, вчитель                                     |
| 14                          | Бабешко Руслан Васильович       | 04.11.2010            | середня            | позапартійний                     | ГВ РУ МНС, водій                                                 |
| 18                          | Горохов Віталій Петрович        | 04.11.2010            | вища               | член Партії «Реформи і порядок»   | Іванівська селищна рада, спеціаліст І категорії земельних питань |
| 20                          | Прасолов Євген Олександрович    | 04.11.2010            | вища               | позапартійний                     | Районна Державна адміністрація, головний спеціаліст              |